# عدد ستيرلينغ
في الرياضيات، تظهر أعداد ستيرلينغ في العديد من معضلات التحليل الرياضي والتوافقيات.سميت هذه الأعداد هكذا نسبة إلى عالم الرياضيات السكتلندي جيمس ستيرلنغ الذي قدمهن خلال القرن الثامن عشر. مجموعتان من الأعداد تحملان هذا الاسم، أعداد ستيرلينغ من النوع الأول وأعداد ستيرلينغ من النوع الثاني.